# Körfez
Körfez – miasto w Turcji w prowincji Kocaeli.
Według danych na rok 2008 miasto zamieszkiwało 101 216 osób.